# Lac de Carezza
Le lac de Carezza (en italien : lago di Carezza, en allemand : Karersee) est un petit lac alpin situé dans le haut val d'Ega à 1 534 m d'altitude, dans la commune de Nova Levante, à environ 25 km de Bolzano dans le Tyrol du Sud. Il est situé au milieu d'une épaisse forêt de sapins et sous les pentes du groupe du Latemar, qui se reflète dans ses eaux cristallines.

## Caractéristiques

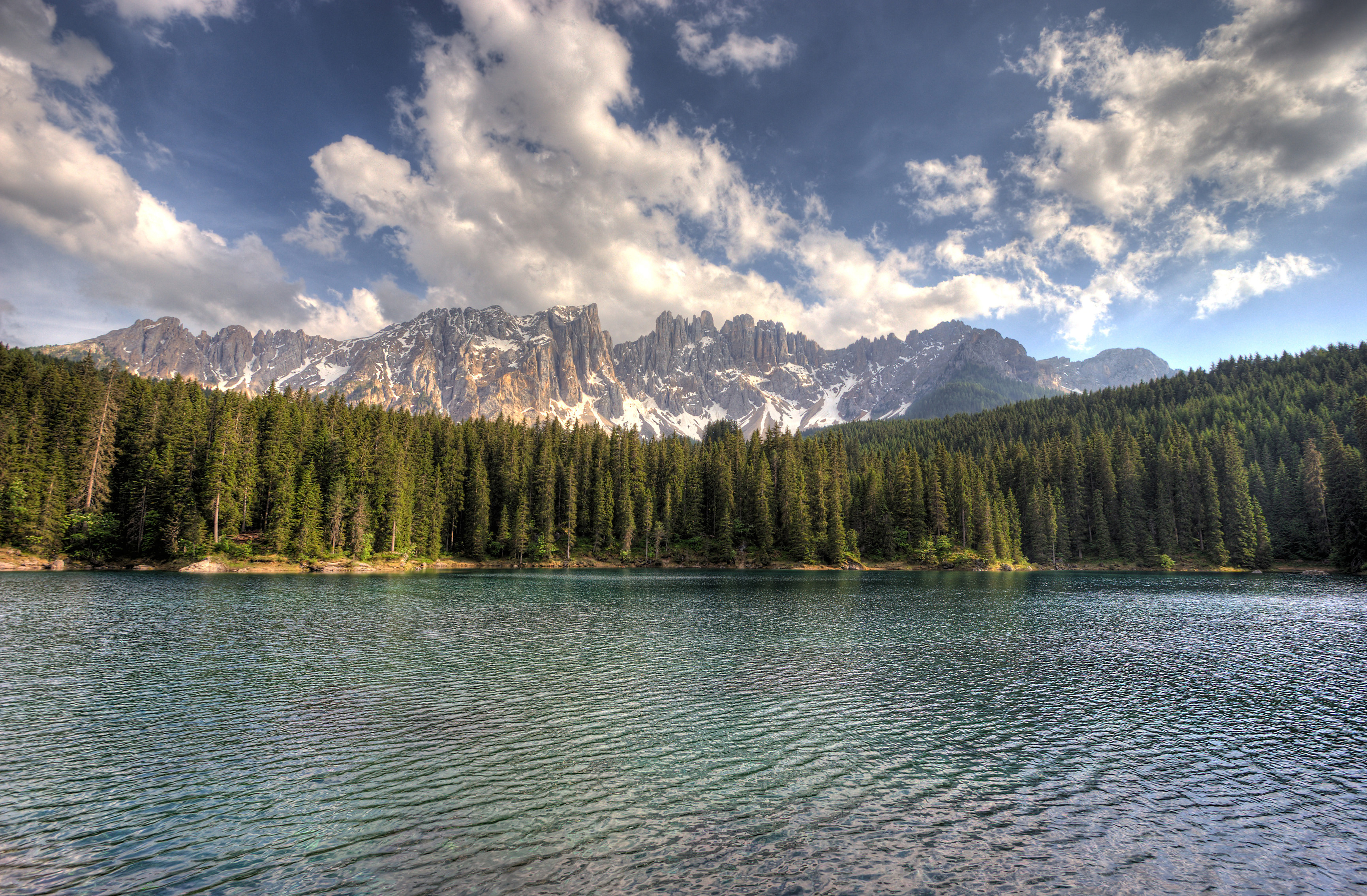
Le lac avec le Latemar en arrière-plan.

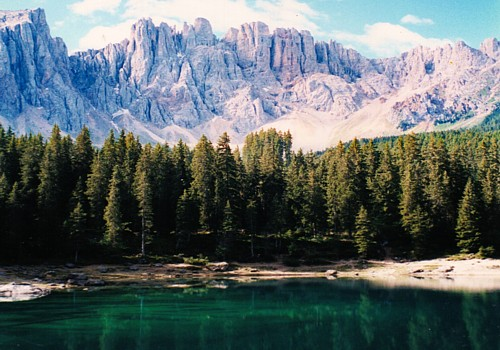
Vue sur le lac.

Le lac est connu pour ses couleurs éclatantes et est appelé en ladin, pour cette raison, « Lec de Ergobando » (ou « arcoboàn »), c'est-à-dire « arc-en-ciel ». Selon le guide du Touring Club Italiano, le nom du lac provient des caricaceae, une famille de plantes aux feuilles lobées larges.
Le lac n'a pas d'affluent visible et est alimenté par des sources souterraines. Son extension et sa profondeur varient en fonction de la saison et des conditions météorologiques : le niveau le plus élevé est normalement atteint à la fin du printemps avec la fonte des neiges. Durant cette période, il atteint une longueur de 287 m et une largeur de 137 m, alors que le point le plus profond est d'environ 17 m. L'excès d'eau se déverse dans le ruisseau qui coule à l'ouest du lac. Au cours des mois suivants, le niveau de l’eau baisse et à la fin du mois d’octobre, le lac atteint son niveau le plus bas, avec une profondeur maximale de 6 m seulement. En hiver, le lac gèle habituellement. La température maximale de l'eau (13 °C ) est enregistrée en août. L'omble chevalier vit dans ses eaux. L'épicéa commun est très commune dans les bois environnants.
Le lac est aujourd'hui l'une des destinations touristiques classiques du Trentin-Haut-Adige. Pendant la saison hivernale, il est également fréquenté par des plongeurs, qui réalisent volontiers leurs prises de vue sous l'eau sous une épaisse couche de glace et enregistrent des documentaires avec le jeu de couleurs des eaux souterraines. Le petit lac de montagne est surtout connu pour ses eaux calmes, de couleur vert foncé et pour le panorama de montagne avec le groupe du Catinaccio et le Latemar en arrière-plan.
Il est accessible par la route nationale 241 (route nationale du val d'Ega). La route, très fréquentée surtout en été, traverse le col de Costalunga, situé à proximité immédiate du lac, mène à Vigo di Fassa, où elle rejoint la route nationale des Dolomites.
Autour du lac, un chemin aménagé est praticable, mais l'accès à ses rives n'est pas autorisé.
Le 30 octobre 2018, la région a été frappée par des rafales de vent de plus de 120 km/h, ce qui a entraîné la démolition de vastes étendues des bois environnants, modifiant considérablement le paysage. On estime qu'il faudra peut-être des décennies pour revenir à la situation antérieure.

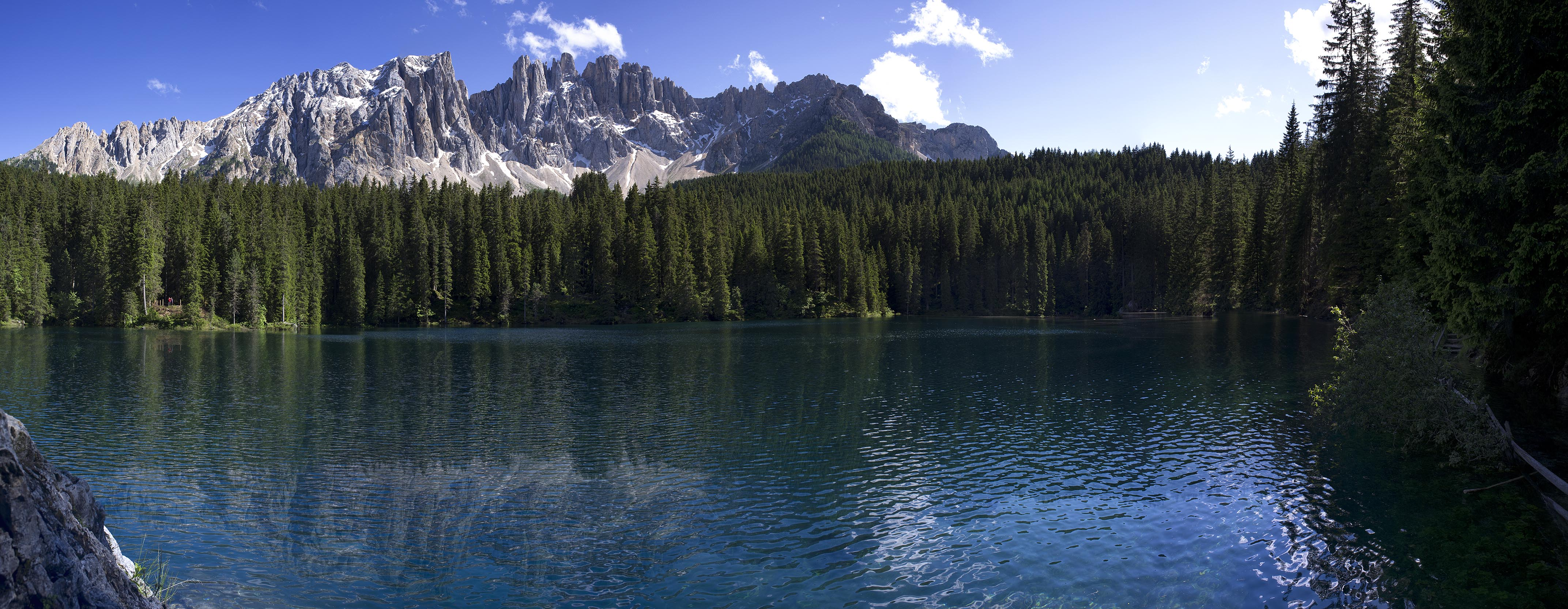
Vue d'ensemble du lac.

## Légendes

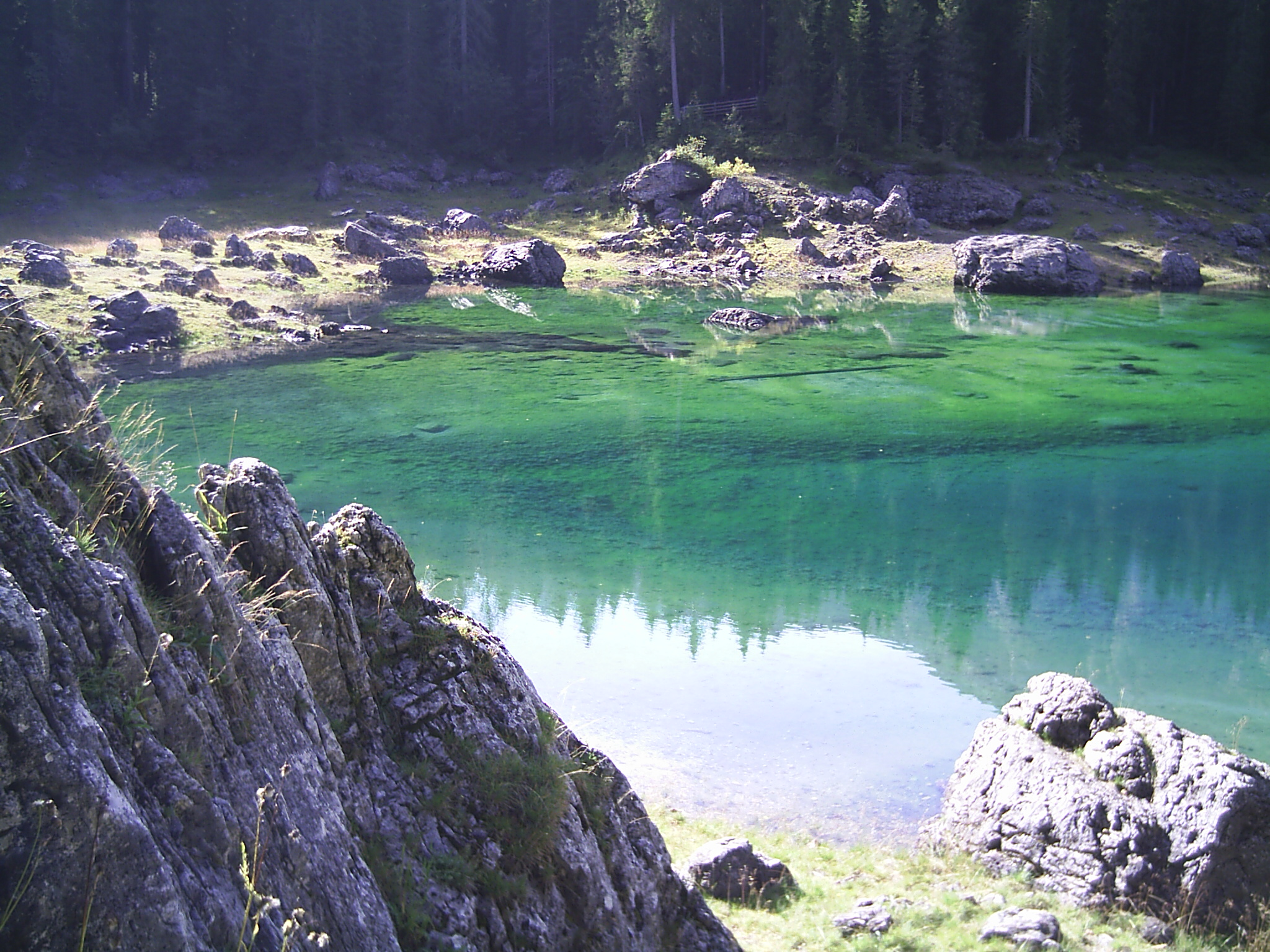
Vue du lac depuis le rivage.

L'aspect spectaculaire du lac a toujours suscité admiration et émerveillement. De nombreuses légendes du Tyrol du Sud sont rassemblées autour de lui et de nombreux écrivains et poètes en ont fait le motif d’inspiration de leurs peintures et de leurs histoires.
Ses caractéristiques dérivent de la légende de la belle Ondina, nymphe qui vivait dans les eaux. Le sorcier du Latemar était tombé amoureux d'elle et avait tenté à plusieurs reprises de la kidnapper. Un jour, suivant une recommandation de la Stria del Masarè (sorcière de Masarè), il fit apparaître un bel arc-en-ciel au-dessus du lac Carezza afin d'attirer la nymphe. La Stria lui avait recommandé de se déguiser en marchand afin que la nymphe ne le reconnaisse pas. Mais il oublia de le faire et lorsqu'Ondina sortit de l'eau, elle reconnut le sorcier et s'enfuit pour ne jamais revenir. Alors, le magicien, de fureur, prit l'arc-en-ciel et le brisa en mille morceaux dans le lac. Depuis ce jour, toutes les couleurs de l'arc-en-ciel se reflètent dans les eaux du lac Carezza.
Une statue en bronze représentant Ondina a été cachée dans le lac à une profondeur de 3 mètres, elle n'est donc visible que lorsque le lac est au plus bas... où à l'observateur attentif grâce à la transparence de son eau.